# 纽戈特圣伊丽莎白
纽戈特圣伊丽莎白（匈牙利語：Nyugotszenterzsébet）是匈牙利巴兰尼亚州所辖的一个村。总面积9.23平方公里，总人口239，人口密度25.9人/平方公里（2011年1月1日）。